# TuS Tiefenstein
Der Turn- und Sportverein 1875 Tiefenstein e. V. ist ein deutscher Sportverein mit Sitz im Stadtteil Tiefenstein der rheinland-pfälzischen Stadt Idar-Oberstein im Landkreis Birkenfeld.

## Geschichte

### Gründung bis Nachkriegszeit
Der Verein entstand im Jahr 1937 als VfL Tiefenstein aus den Vorgängervereinen Turnverein 1875 Obertiefenbach-Hettstein, Turnverein Jahn Hettstein 1906 und dem Fußballclub Tiefenstein 1927. Nach dem Zweiten Weltkrieg hieß der Verein erst einmal SV Tiefenstein. In dieser Zeit stieg auch die erste Fußball-Mannschaft in die zu dieser Zeit zweitklassige Landesliga Rheinhessen/Nahe auf, die Saison 1950/51 sollte jedoch die einzige bleiben und der Verein musste mit 13:43 Punkten über den 15. und damit letzten Platz am Ende wieder absteigen. Im Jahr 1951 nahm der Verein dann seinen heutigen Namen an. Bei den deutschen Leichtathletik-Meisterschaft 1959 belegte der für den TuS startende Bernd Cullmann über die 100 Meter mit 11 Sekunden den sechsten Platz.

### Heutige Zeit
In der Saison 2004/05 spielte die erste Fußball-Mannschaft in der 1. Kreisklasse West Birkenfeld, mit 50 Punkten gelang hier der siebte Platz. Am Ende der Spielzeit 2005/06 gelang dann mit 69 Punkten die Meisterschaft und damit der Aufstieg in die Kreisliga. Diese Saison sollte mit 68 Punkten ebenfalls als Meister abgeschlossen werden, womit es dann weiter in die Bezirksklasse Nahe West ging. In dieser spielte man jedoch stets im Abstiegskampf mit und musste dann nach der Saison 2008/09 auch wieder in die Kreisliga absteigen. Von dort ging es dann weiter hinunter in die Kreisklasse, aus welcher man mit 68 Punkten als zweiter jedoch gleich wieder aufsteigen konnte. Zur Saison 2013/14 wurde aus dieser Liga dann die B-Klasse. Von hier aus stieg man dann nach der Spielzeit 2017/18 mit 82 Punkten als Meister in die A-Klasse auf, stieg mit 28 Punkten über den 13. Platz in der Folgesaison jedoch gleich wieder ab. Nach der durch die COVID-19-Pandemie vorzeitig abgebrochenen Saison 2019/20 platzierte sich der Verein mit einem Quotient von 2,58 Punkten auf dem zweiten Platz, womit man wieder in die A-Klasse aufsteigen durfte.